# 이해선
이해선(1943년 12월 13일 ~ )은 대한민국의 정치인이다. 제15대 부천시장을 역임했다.

## 학력
- 부천남초등학교 (졸업)
- 서울중학교 (졸업)
- 서울고등학교 (졸업)
- 연세대학교 의과대학 (의학 / 학사)

## 역대 선거 결과
|  | 37.28% |

|  | 33.82% |